# (100854) 1998 HU35
(100854) 1998 HU35 es un asteroide perteneciente al cinturón de asteroides, región del sistema solar que se encuentra entre las órbitas de Marte y Júpiter, más concretamente a la familia de Herta, descubierto el 20 de abril de 1998 por el equipo del Lincoln Near-Earth Asteroid Research desde el Laboratorio Lincoln, Socorro, Nuevo México, Estados Unidos.

## Designación y nombre
Designado provisionalmente como 1998 HU35. 

## Características orbitales
1998 HU35 está situado a una distancia media del Sol de 2,469 ua, pudiendo alejarse hasta 2,875 ua y acercarse hasta 2,064 ua. Su excentricidad es 0,164 y la inclinación orbital 3,256 grados. Emplea 1417,88 días en completar una órbita alrededor del Sol.

## Características físicas
La magnitud absoluta de 1998 HU35 es 15,9. 